# 滋賀県道196号三津屋野口線
滋賀県道196号三津屋野口線（しがけんどう196ごう みつやのぐちせん）は、滋賀県彦根市を通る一般県道である。

## 概要
彦根市三津屋町から彦根市野口町に至る。
平坦な中で261 mの荒神山が目立つ。県道の近くから林道日夏山線で頂上まで登れる。

### 路線データ
- 起点：彦根市三津屋町
- 終点：彦根市野口町（野口町交差点、国道8号交点、滋賀県道227号敏満寺野口線終点）
- 総延長：4.9 km

## 路線状況

### 重複区間
- 滋賀県道2号大津能登川長浜線（彦根市日夏町・日夏町中沢交差点 - 彦根市日夏町・日夏町島交差点）
- 滋賀県道206号神郷彦根線（彦根市川瀬馬場町・河瀬高校前交差点 - 彦根市川瀬馬場町）

## 地理

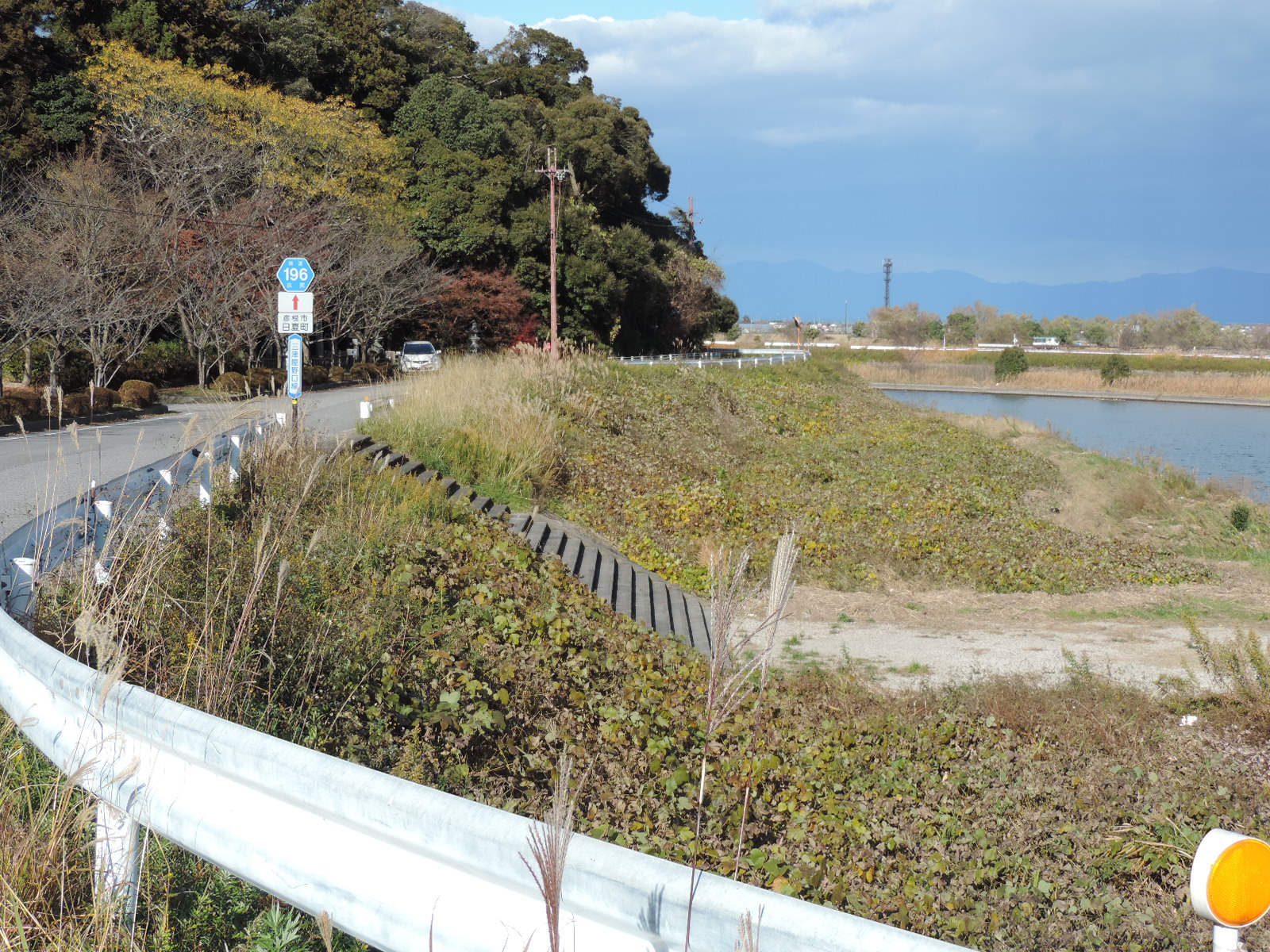
彦根市日夏町（2017年撮影）

### 通過する自治体
- 彦根市

### 交差する道路
| 交差する道路                                                  | 交差する場所 | 交差する場所        |
| ------------------------------------------------------------- | ------------ | ------------------- |
| 滋賀県道25号彦根近江八幡線 / 湖岸道路＝さざなみ街道           | 三津屋町     | 須三嶺大橋交差点    |
| 荒神山通り                                                    | 三津屋町     |                     |
| 滋賀県道2号大津能登川長浜線 / 彦根道＝朝鮮人街道 重複区間起点 | 日夏町       | 日夏町中沢交差点    |
| 滋賀県道2号大津能登川長浜線 / 彦根道＝朝鮮人街道 重複区間終点 | 日夏町       | 日夏町島交差点      |
| 八丁目南北通り                                                | 日夏町       | 日夏町南交差点      |
| 滋賀県道206号神郷彦根線 重複区間起点                          | 川瀬馬場町   | 河瀬高校前交差点    |
| 滋賀県道206号神郷彦根線 重複区間終点                          | 川瀬馬場町   |                     |
| 国道8号 滋賀県道227号敏満寺野口線                             | 野口町       | 野口町交差点 / 終点 |

### 交差する鉄道
- 東海道本線

### 沿線
- 琵琶湖
- 唐崎神社
- 曽根沼湖岸緑地公園
- 彦根市荒神山公園
- 彦根市子どもセンター
- 平和堂 日夏店
- 関西みらい銀行 河瀬支店
- 滋賀県立河瀬中学校・高等学校
- JR西日本東海道本線 河瀬駅
- 奥居仏具
- 滋賀中央信用金庫 河瀬支店
- レゾナック 彦根川瀬事業所